# Leuchtturm Greifswalder Oie
Der Leuchtturm Greifswalder Oie ist ein Leuchtfeuer auf der gleichnamigen Insel an der Ostsee in Mecklenburg-Vorpommern. Er befindet sich auf der 54 ha großen Insel Greifswalder Oie. Er markiert die Passage zwischen der Insel Rügen und der Insel Usedom und ist der östlichste deutsche Leuchtturm am Übergang zum freien Seeraum der Ostsee.

## Geschichte
Im Oktober des Jahres 1832 erging erstmals eine amtliche Mitteilung über die Errichtung eines Leuchtfeuers auf der Greifswalder Oie an die Mitglieder der Stralsunder Kaufmannschaft. Und nur wenige Wochen später gab der damalige Minister des Innern für Handel und Gewerbe bekannt, dass ab dem 1. Dezember von Sonnenuntergang bis Sonnenaufgang ein Leuchtfeuer den zahlreichen Schiffen ihren Weg weisen wird. Dieses Feuer auf einer Bake, bestand aus zwei Laternen, die in einem Abstand von 25 Fuß (1 preuß. Fuß = 30,97 cm) übereinander aufgehängt waren. Da die Bake auf einem Erdhügel im Nordwestteil der Insel stand, konnte man ihr Laternenlicht noch 1,5 Seemeilen entfernt sehen, allerdings nur bei guten Wetterbedingungen. Bis 1855 setzte man die Bake ein. Dann übernahm ein moderner Leuchtturm die Aufgabe, den Schiffen zur Orientierung zu dienen.

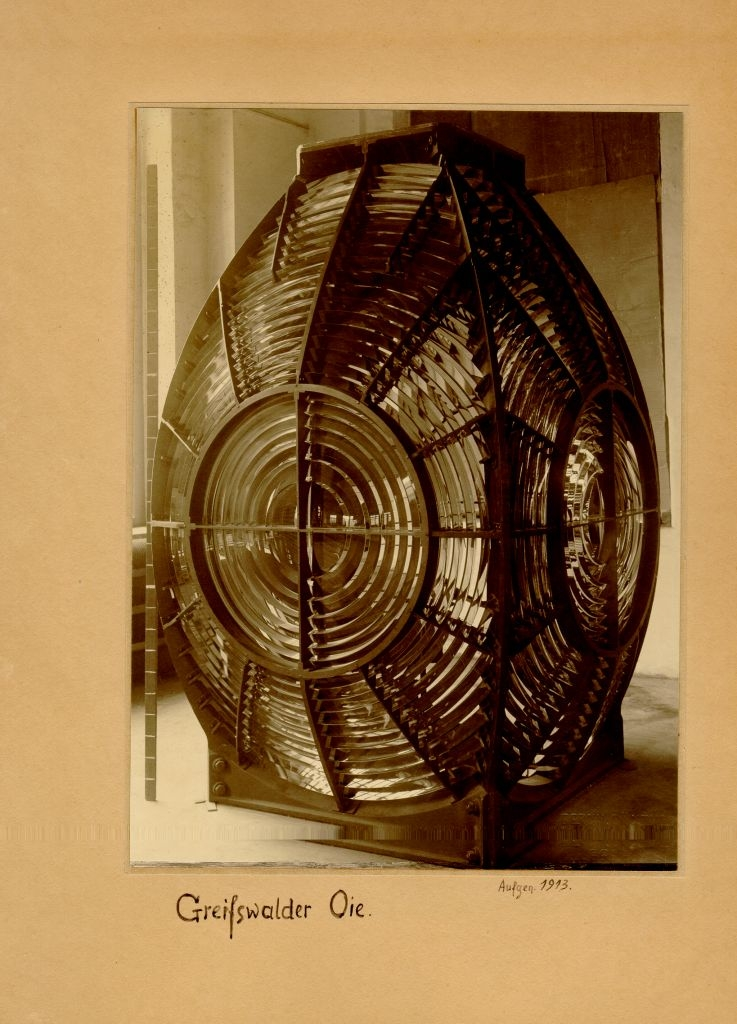
900-mm-Optik der Greifswalder Oie

Die Grundsteinlegung erfolgte am 24. August 1853 durch König Friedrich Wilhelm IV. von Preußen. Der aus Backstein gemauerte achteckige Turm wurde am 1. Oktober 1855 offiziell in Betrieb genommen. In den Anfangsjahren wurde das Licht mit Rapsöl erzeugt, ab 1885 wurden Petroleumlampen dazu verwendet. In den Jahren 1911–1914 erfolgte ein Umbau, bei dem ein neues Laternenhaus der Firma Julius Pintsch aus Berlin mit einem Durchmesser von 4,5 Meter errichtet wurde. In das vergrößerte Laternenhaus wurde eine Vierseiten-Fresnel-Linse der Firma Wilhelm Weule aus Goslar mit einer Brennweite von 900 Millimeter und einer Höhe von 2,8 Meter eingebaut. Ab 1938 wurden elektrische Scheinwerferlampen mit einer Spannung von 110 V und einer Leistung von 2000 Watt zur Lichtsignalgebung genutzt.
1978 wurde der Leuchtturm auf eine Fernüberwachung umgestellt, so dass der letzte Leuchtfeuermaschinist Heinz Mai mit seiner Familie den Turm verließ und damit eine über 120-jährige Geschichte der Leuchtfeuerwärter auf der Insel beendete. 1994 erfolgte eine weitere Sanierung, bei der Entladungslampen eingebaut wurden (400 V bei 2000 Watt).
Er ist wohl das einzige Leuchtfeuer an der Ostseeküste, das eine linksdrehende Optik besitzt und das am weitesten strahlende Feuer an der deutschen Ostseeküste.
Wie alle Leuchttürme der Ostseeküste von MV gelten als Kulturerbe und stehen unter Denkmalschutz. Er wurde als Baudenkmal in die Liste der Baudenkmale in Kröslin auf der Grundlage der Veröffentlichung der Denkmalliste des Landkreises mit dem Stand vom 30. Dezember 1996 aufgenommen.
Die Verantwortlichkeit für den Leuchtturm (Wartung und Unterhaltung) liegt seit 2020 beim Wasserstraßen- und Schifffahrtsamt Ostsee.

## Bauwerk
Der Leuchtturm hat die Form eines Achtecks. Um ihn stabil zu halten, wurde ein viereckiger Unterbau errichtet. Als in den Jahren 1913/14 der gesamte Leuchtturm rekonstruiert wurde, sicherte man die Grundmauern zusätzlich durch das Einlegen von 2 Verankerungsrahmen aus alten Schienen.
Das umgebaute Laternenhaus, mit einem Durchmesser von 4,5 m, wurde ebenfalls auf einen soliden Unterbau gesetzt. Er bestand aus Gusseisen und hatte eine Höhe von 2,3 m.
Nach der Rekonstruktion bestimmte man die Gesamthöhe des Turmes neu. Seitdem wird sie mit 38,6 m angegeben. Die Feuerhöhe beträgt nun 48,5 m über dem Meeresspiegel. 176 Stufen sind zu bezwingen, um in die Spitze des Turmes zu gelangen.
Wie viele Leuchttürme an der deutschen Ostseeküste ist auch der Turm auf der Greifswalder Oie ein rotbrauner Backsteinbau. Es ist ein Farbton, der auch bei Tage weithin sichtbar ist.
Nach 1990 erfolgte die Rekonstruktion des gesamten Komplexes, bestehend aus dem Leuchtturm und verschiedenen umliegenden Gebäuden, einschließlich Rückbau. Erneuert wurden der Leuchtturm bzw. das angrenzende Wohnhaus. Der Leuchtturm sollte fortan der Öffentlichkeit präsentiert werden. Anlässlich der 150-Jahr-Feier Leuchtturm Greifswalder Oie wurde die untere Galerie erstmals für Besucher frei gegeben.

## Philatelistische Würdigung
Briefmarke Leuchtturm Greifswalder Oie

Link zum Bild

Die erste Briefmarke, die den Leuchtturm Greifswalder Oie zeigt, erschien am 7. Mai 1974 von der Deutschen Post der DDR. Die Marke gehört zur Serie Leuchttürme, Leit-, Leucht- und Molenfeuer (Mi.Nr. 1957) mit dem Wert von 40 Pfennig. Der Entwurf stammt vom Grafiker Jochen Bertholdt aus Rostock. Die Auflage betrug 2 Millionen Stück.
In philatelistischer Würdigung des Turms gab die Deutsche Post AG mit Ausgabetag 8. Juli 2004 ein Postwertzeichen DBP LT Greifswalder Oie 45 ct 2004 im Wert von 45 Eurocent heraus. Die deutsche Sonderpostwertzeichenserie Leuchttürme (Mi.-Nr. 2409) erscheint seit 2004. Der Entwurf dieser Marke der Briefmarkenserie Leuchttürme stammt, wie alle bisherigen Briefmarken der Serie, vom Grafiker Johannes Graf aus Dortmund nach fotografischer Vorlage vom Wissenschaftsfotograf Reinhard Scheiblich aus Norderstedt. Die Ausgabe erfolgte in einer Auflage von 24,8 Millionen Stück.
Leuchtturm Greifswalder Oie

Link zum Bild